# ModNation Racers: Road Trip
ModNation Racers: Road Trip est un jeu vidéo de course qui est sorti le 22 février 2012 sur PlayStation Vita. Il est développé par SCE San Diego Studio et édité par Sony. Il s'agit de la suite de ModNation Racers.

## Accueil
- Jeuxvideo.com : 15/20[1]